# Tessalònica de Macedònia
Tessalònica (en llatí Thessalonice, en grec antic Θεσσαλονίκη) fou una princesa macedònia, filla de Filip II de Macedònia amb la seva concubina Nicesípolis de Feres, segons diu Ateneu de Nàucratis.
La seva mare va morir poc després que nasqués, i va ser criada per la seva madrastra Olímpia de l'Epir, amb la que va compartir el destí. Va acompanyar Olímpia quan aquesta va tornar al regne de Macedònia l'any 317 aC i amb la que es va refugiar a la fortalesa de Pidna quan Cassandre de Macedònia va avançar cap a elles. A la caiguda de Pidna, Tessalònica va caure en mans de Cassandre que, amb l'objectiu d'emparentar amb la família reial macedònia, s'hi va casar.
Va ser tractada amb el respecte degut al seu rang, potser degut a la política o també a l'afecte. Tessalònica va ser la mare dels tres fills de Cassandre, Filip (rei 297 aC-296 aC), Alexandre (rei 296 aC-294 aC) i Antípater (rei 296 aC-294 aC). Cassandre va donar el seu nom a la ciutat de Tessalònica, l'antiga Therme, segons diu Diodor de Sicília, nom que encara conserva.
A la mort de Cassandre, Tessalònica va conservar una gran influència sobre els seus fills, però va mostrar un cert favor per Alexandre, i Antípater es va sentir gelós i la va fer matar bàrbarament el 295 aC, segons expliquen Diodor de Sicília i Pausànies.